# Nicholas Tomalin
Nicholas Osborne Tomalin (ur. 30 października 1931, zm. 17 października 1973) – brytyjski dziennikarz i pisarz wiązany często z nurtem Nowego Dziennikarstwa. W 2005 roku branżowy magazyn Press Gazette wymienił go wśród „40 największych dziennikarzy współczesnych”.
Tomalin był synem Milesa Tomalina, sympatyzującego z komunizmem poety i uczestnika wojny domowej w Hiszpanii. Podczas studiów z zakresu literatury angielskiej w Trinity Hall na Uniwersytecie Cambridge był przewodniczącym klubu dyskusyjnego Cambridge Union oraz redaktorem prestiżowego magazynu studenckiego Granta. W 1954 ukończył studia i rozpoczął karierę dziennikarską, głównie jako korespondent zagraniczny rozmaitych czasopism londyńskich.
Choć Tomalin specjalizował się w dziennikarstwie śledczym, jego teksty wyróżniał wybujały styl noszący wiele znamion literatury pięknej. Nie stronił on od żywych opisów, barwnych charakterów, wplatania w narrację dialogów oraz mowy potocznej, hiperboli i naznaczonego subiektywizmem punktu widzenia. Próbkę jego stylu stanowi cytowane wielokrotnie stwierdzenie: „Jedyne talenty niezbędne, by osiągnąć prawdziwy sukces w dziennikarstwie, to szczurza przebiegłość, umiejętność zjednywania sobie ludzi i odrobina zdolności literackich”. Wszystko to sprawiło, że Tom Wolfe uznał go za przedstawiciela nurtu zwanego Nowym Dziennikarstwem. Jeden z najbardziej znanych tekstów Tomalina The General Goes Zapping Charlie Cong z 1966 roku, opisujący awanturnicze metody prowadzenia przez Amerykanów wojny w Wietnamie, został umieszczony przez Wolfe’a w antologii „The New Journalism”.
Tomalin napisał też, wraz z Ronem Hallem, książkę poświęconą żeglarzowi Donaldowi Crowhurstowi, który po nieudanej próbie opłynięcia globu popełnił samobójstwo.
Tomalin zginął w październiku 1973 na Wzgórzach Golan sprawozdając z wojny Jom Kipur. Prowadzony przez niego samochód został trafiony syryjską rakietą, gdy obserwował on linię frontu wraz z fotografem magazynu Stern, Fredem Ihrtem.